# Wereldbeker alpineskiën 2014/2015
Het FIS wereldbeker alpineskiën seizoen 2014/2015 was het 49e seizoen sinds het seizoen 1966/1967 en werd op zaterdag 25 oktober 2014 geopend met de traditionele reuzenslalom voor vrouwen in het Oostenrijkse skioord Sölden in Tirol, een dag later begonnen ook de mannen aan hun seizoen met de reuzenslalom. Het seizoen werd op zondag 22 maart 2015 afgesloten met een reuzenslalom voor vrouwen en een slalom voor mannen in het Franse Méribel.
De alpineskiër die op het einde van het seizoen de meeste punten had verzameld, won de algemene wereldbeker. Ook per discipline werd een apart wereldbekerklassement opgemaakt. De Oostenrijker Marcel Hirscher en de Oostenrijkse Anna Fenninger wonnen de algemene wereldbeker.

## Mannen

### Kalender
| Datum | Plaats                     | Onderdeel        | Eerste                | Tweede                                 | Derde                  |
| --- | -------------------------- | ---------------- | --------------------- | -------------------------------------- | ---------------------- |
| 26/10/2014 | Sölden                     | Reuzenslalom     | Marcel Hirscher       | Fritz Dopfer                           | Alexis Pinturault      |
| 17/11/2014 | Levi                       | Slalom           | Henrik Kristoffersen  | Marcel Hirscher                        | Felix Neureuther       |
| 29/11/2014 | Lake Louise                | Afdaling         | Kjetil Jansrud        | Manuel Osborne-Paradis Guillermo Fayed |                        |
| 30/11/2014 | Lake Louise                | Super G          | Kjetil Jansrud        | Matthias Mayer                         | Dominik Paris          |
| 05/12/2014 | Beaver Creek               | Afdaling         | Kjetil Jansrud        | Beat Feuz                              | Steven Nyman           |
| 06/12/2014 | Beaver Creek               | Super G          | Hannes Reichelt       | Kjetil Jansrud                         | Alexis Pinturault      |
| 07/12/2014 | Beaver Creek               | Reuzenslalom     | Ted Ligety            | Alexis Pinturault                      | Marcel Hirscher        |
| 12/12/2014 | Åre                        | Reuzenslalom     | Marcel Hirscher       | Ted Ligety                             | Stefan Luitz           |
| 14/12/2014 | Åre                        | Slalom           | Marcel Hirscher       | Felix Neureuther                       | Aleksandr Chorosjilov  |
| 19/12/2014 | Val Gardena                | Afdaling         | Steven Nyman          | Kjetil Jansrud                         | Dominik Paris          |
| 20/12/2014 | Val Gardena                | Super G          | Kjetil Jansrud        | Dominik Paris                          | Hannes Reichelt        |
| 21/12/2014 | Alta Badia                 | Reuzenslalom     | Marcel Hirscher       | Ted Ligety                             | Thomas Fanara          |
| 22/12/2014 | Madonna di Campiglio       | Slalom           | Felix Neureuther      | Fritz Dopfer                           | Jens Byggmark          |
| 28/12/2014 | Santa Caterina di Valfurva | Afdaling         | Travis Ganong         | Matthias Mayer                         | Dominik Paris          |
| 01/01/2015 | München                    | City Event       | Afgelast              | Afgelast                               | Afgelast               |
| 06/01/2015 | Zagreb                     | Slalom           | Marcel Hirscher       | Felix Neureuther                       | Sebastian Foss Solevåg |
| 10/01/2015 | Adelboden                  | Reuzenslalom     | Marcel Hirscher       | Alexis Pinturault                      | Henrik Kristoffersen   |
| 11/01/2015 | Adelboden                  | Slalom           | Stefano Gross         | Fritz Dopfer                           | Marcel Hirscher        |
| 16/01/2015 | Wengen                     | Super Combinatie | Carlo Janka           | Victor Muffat-Jeandet                  | Ivica Kostelić         |
| 17/01/2015 | Wengen                     | Slalom           | Felix Neureuther      | Stefano Gross                          | Henrik Kristoffersen   |
| 18/01/2015 | Wengen                     | Afdaling         | Hannes Reichelt       | Beat Feuz                              | Carlo Janka            |
| 23/01/2015 | Kitzbühel                  | Super G          | Dominik Paris         | Matthias Mayer                         | Georg Streitberger     |
| 23/01/2015 | Kitzbühel                  | Combinatie       | Alexis Pinturault     | Marcel Hirscher                        | Ondřej Bank            |
| 24/01/2015 | Kitzbühel                  | Afdaling         | Kjetil Jansrud        | Dominik Paris                          | Guillermo Fayed        |
| 25/01/2015 | Kitzbühel                  | Slalom           | Mattias Hargin        | Marcel Hirscher                        | Felix Neureuther       |
| 27/01/2015 | Schladming                 | Slalom           | Aleksandr Chorosjilov | Stefano Gross                          | Felix Neureuther       |
| 2 tot en met 15 februari 2015: Wereldkampioenschappen alpineskiën 2015 in Vail/Beaver Creek (telt niet mee voor wereldbeker) |                            |                  |                       |                                        |                        |
| 21/02/2015 | Saalbach-Hinterglemm       | Afdaling         | Matthias Mayer        | Max Franz                              | Hannes Reichelt        |
| 22/02/2015 | Saalbach-Hinterglemm       | Super G          | Matthias Mayer        | Adrien Théaux                          | Kjetil Jansrud         |
| 28/02/2015 | Garmisch-Partenkirchen     | Afdaling         | Hannes Reichelt       | Romed Baumann                          | Matthias Mayer         |
| 01/03/2015 | Garmisch-Partenkirchen     | Reuzenslalom     | Marcel Hirscher       | Felix Neureuther                       | Benjamin Raich         |
| 07/03/2015 | Kvitfjell                  | Afdaling         | Hannes Reichelt       | Manuel Osborne-Paradis                 | Werner Heel            |
| 08/03/2015 | Kvitfjell                  | Super G          | Kjetil Jansrud        | Vincent Kriechmayr                     | Dustin Cook            |
| 14/03/2015 | Kranjska Gora              | Reuzenslalom     | Alexis Pinturault     | Marcel Hirscher                        | Thomas Fanara          |
| 15/03/2015 | Kranjska Gora              | Slalom           | Henrik Kristoffersen  | Giuliano Razzoli                       | Mattias Hargin         |
| 18/03/2015 | Méribel                    | Afdaling         | Kjetil Jansrud        | Didier Défago                          | Georg Streitberger     |
| 19/03/2015 | Méribel                    | Super G          | Dustin Cook           | Kjetil Jansrud                         | Brice Roger            |
| 21/03/2015 | Méribel                    | Reuzenslalom     | Henrik Kristoffersen  | Fritz Dopfer                           | Thomas Fanara          |
| 22/03/2015 | Méribel                    | Slalom           | Marcel Hirscher       | Giuliano Razzoli                       | Aleksandr Chorosjilov  |

### Eindstanden
| Algemeen klassement | Algemeen klassement  | Algemeen klassement | Algemeen klassement | Algemeen klassement | Algemeen klassement   | Algemeen klassement | Algemeen klassement | Algemeen klassement | Algemeen klassement | Algemeen klassement | Algemeen klassement |
| #                   | Naam                 | Land                | Punten              | #                   | Naam                  | Land                | Punten              | #                   | Naam                | Land                | Punten              |
| ------------------- | -------------------- | ------------------- | ------------------- | ------------------- | --------------------- | ------------------- | ------------------- | ------------------- | ------------------- | ------------------- | ------------------- |
| 1                   | Marcel Hirscher      | AUT                 | 1448                | 11                  | Ted Ligety            | USA                 | 560                 | 21                  | Patrick Küng        | SUI                 | 384                 |
| 2                   | Kjetil Jansrud       | NOR                 | 1288                | 12                  | Victor Muffat-Jeandet | FRA                 | 551                 | 22                  | Adrien Théaux       | FRA                 | 365                 |
| 3                   | Alexis Pinturault    | FRA                 | 1006                | 13                  | Aleksandr Chorosjilov | RUS                 | 485                 | 23                  | Georg Streitberger  | AUT                 | 360                 |
| 4                   | Felix Neureuther     | GER                 | 838                 | 14                  | Romed Baumann         | AUT                 | 461                 | 24                  | Vincent Kriechmayr  | AUT                 | 356                 |
| 5                   | Fritz Dopfer         | GER                 | 797                 | 15                  | Max Franz             | AUT                 | 457                 | 25                  | Giuliano Razzoli    | ITA                 | 350                 |
| 6                   | Hannes Reichelt      | AUT                 | 760                 | 16                  | Stefano Gross         | ITA                 | 430                 | 26                  | Steven Nyman        | USA                 | 346                 |
| 7                   | Dominik Paris        | ITA                 | 745                 | 17                  | Guillermo Fayed       | FRA                 | 417                 | 27                  | Thomas Fanara       | FRA                 | 330                 |
| 8                   | Henrik Kristoffersen | NOR                 | 729                 | 18                  | Didier Défago         | SUI                 | 406                 | 28                  | Benjamin Raich      | AUT                 | 307                 |
| 9                   | Matthias Mayer       | AUT                 | 717                 | 19                  | Beat Feuz             | SUI                 | 405                 | 29                  | Travis Ganong       | USA                 | 294                 |
| 10                  | Carlo Janka          | SUI                 | 643                 | 20                  | Mattias Hargin        | SWE                 | 386                 | 30                  | Dustin Cook         | CAN                 | 271                 |

| Afdaling | Afdaling        | Afdaling | Afdaling |
| #        | Naam            | Land     | Punten   |
| -------- | --------------- | -------- | -------- |
| 1        | Kjetil Jansrud  | NOR      | 605      |
| 2        | Hannes Reichelt | AUT      | 511      |
| 3        | Guillermo Fayed | FRA      | 389      |
| 4        | Matthias Mayer  | AUT      | 386      |
| 5        | Dominik Paris   | ITA      | 386      |
| 6        | Steven Nyman    | USA      | 324      |
| 7        | Beat Feuz       | SUI      | 306      |
| 8        | Patrick Küng    | SUI      | 280      |
| 9        | Romed Baumann   | AUT      | 272      |
| 10       | Max Franz       | AUT      | 256      |

| Super G | Super G            | Super G | Super G |
| #       | Naam               | Land    | Punten  |
| ------- | ------------------ | ------- | ------- |
| 1       | Kjetil Jansrud     | NOR     | 556     |
| 2       | Dominik Paris      | ITA     | 353     |
| 3       | Matthias Mayer     | AUT     | 274     |
| 4       | Hannes Reichelt    | AUT     | 243     |
| 5       | Dustin Cook        | CAN     | 239     |
| 6       | Vincent Kriechmayr | AUT     | 196     |
| 7       | Adrien Théaux      | FRA     | 190     |
| 8       | Max Franz          | AUT     | 187     |
| 9       | Didier Défago      | SUI     | 178     |
| 10      | Alexis Pinturault  | FRA     | 169     |

| Combinatie | Combinatie            | Combinatie | Combinatie |
| #          | Naam                  | Land       | Punten     |
| ---------- | --------------------- | ---------- | ---------- |
| 1          | Carlo Janka           | SUI        | 140        |
| 2          | Alexis Pinturault     | FRA        | 126        |
| 3          | Victor Muffat-Jeandet | FRA        | 125        |
| 4          | Ivica Kostelić        | CRO        | 110        |
| 5          | Ondřej Bank           | CZE        | 92         |
| 6          | Marcel Hirscher       | AUT        | 80         |
| 7          | Natko Zrnčić-Dim      | CRO        | 72         |
| 8          | Mauro Caviezel        | SUI        | 62         |
| 9          | Adam Žampa            | SVK        | 52         |
| 10         | Matthias Mayer        | AUT        | 50         |

| Reuzenslalom | Reuzenslalom          | Reuzenslalom | Reuzenslalom |
| #            | Naam                  | Land         | Punten       |
| ------------ | --------------------- | ------------ | ------------ |
| 1            | Marcel Hirscher       | AUT          | 690          |
| 2            | Alexis Pinturault     | FRA          | 487          |
| 3            | Ted Ligety            | USA          | 462          |
| 4            | Fritz Dopfer          | GER          | 346          |
| 5            | Thomas Fanara         | FRA          | 330          |
| 6            | Henrik Kristoffersen  | NOR          | 266          |
| 7            | Victor Muffat-Jeandet | FRA          | 261          |
| 8            | Felix Neureuther      | GER          | 247          |
| 9            | Benjamin Raich        | AUT          | 227          |
| 10           | Roberto Nani          | ITA          | 214          |

| Slalom | Slalom                 | Slalom | Slalom |
| #      | Naam                   | Land   | Punten |
| ------ | ---------------------- | ------ | ------ |
| 1      | Marcel Hirscher        | AUT    | 614    |
| 2      | Felix Neureuther       | GER    | 591    |
| 3      | Aleksandr Chorosjilov  | RUS    | 485    |
| 4      | Henrik Kristoffersen   | NOR    | 463    |
| 5      | Fritz Dopfer           | GER    | 451    |
| 6      | Stefano Gross          | ITA    | 430    |
| 7      | Mattias Hargin         | SWE    | 386    |
| 8      | Giuliano Razzoli       | ITA    | 350    |
| 9      | Sebastian Foss Solevåg | NOR    | 227    |
| 10     | Alexis Pinturault      | FRA    | 224    |

## Vrouwen

### Kalender
| Datum | Plaats                 | Onderdeel        | Eerste                          | Tweede                              | Derde                          |
| --- | ---------------------- | ---------------- | ------------------------------- | ----------------------------------- | ------------------------------ |
| 25/10/2014 | Sölden                 | Reuzenslalom     | Anna Fenninger Mikaela Shiffrin |                                     | Eva-Maria Brem                 |
| 15/11/2014 | Levi                   | Slalom           | Tina Maze                       | Frida Hansdotter                    | Kathrin Zettel                 |
| 29/11/2014 | Aspen                  | Reuzenslalom     | Eva-Maria Brem                  | Kathrin Zettel                      | Federica Brignone              |
| 30/11/2014 | Aspen                  | Slalom           | Nicole Hosp                     | Frida Hansdotter                    | Kathrin Zettel                 |
| 05/12/2014 | Lake Louise            | Afdaling         | Tina Maze                       | Anna Fenninger                      | Tina Weirather                 |
| 06/12/2014 | Lake Louise            | Afdaling         | Lindsey Vonn                    | Stacey Cook                         | Julia Mancuso                  |
| 07/12/2014 | Lake Louise            | Super G          | Lara Gut                        | Lindsey Vonn                        | Tina Maze                      |
| 12/12/2014 | Åre                    | Reuzenslalom     | Tina Maze                       | Sara Hector                         | Eva-Maria Brem                 |
| 13/12/2014 | Åre                    | Slalom           | Maria Pietilä-Holmner           | Tina Maze                           | Frida Hansdotter               |
| 20/12/2014 | Val-d'Isère            | Afdaling         | Lindsey Vonn                    | Elisabeth Görgl Viktoria Rebensburg |                                |
| 21/12/2014 | Val-d'Isère            | Super G          | Elisabeth Görgl                 | Anna Fenninger                      | Tina Maze                      |
| 28/12/2014 | Kühtai                 | Reuzenslalom     | Sara Hector                     | Anna Fenninger                      | Mikaela Shiffrin               |
| 29/12/2014 | Kühtai                 | Slalom           | Mikaela Shiffrin                | Šárka Strachová                     | Wendy Holdener                 |
| 01/01/2015 | München                | City Event       | Afgelast                        | Afgelast                            | Afgelast                       |
| 04/01/2015 | Zagreb                 | Slalom           | Mikaela Shiffrin                | Kathrin Zettel                      | Nina Løseth                    |
| 10/01/2015 | Bad Kleinkirchheim     | Afdaling         | Afgelast vanwege te harde wind  | Afgelast vanwege te harde wind      | Afgelast vanwege te harde wind |
| 11/01/2015 | Bad Kleinkirchheim     | Super G          | Afgelast vanwege te harde wind  | Afgelast vanwege te harde wind      | Afgelast vanwege te harde wind |
| 13/01/2015 | Flachau                | Slalom           | Frida Hansdotter                | Tina Maze                           | Mikaela Shiffrin               |
| 16/01/2015 | Cortina d'Ampezzo      | Afdaling         | Elena Fanchini                  | Larisa Yurkiw                       | Viktoria Rebensburg            |
| 18/01/2015 | Cortina d'Ampezzo      | Afdaling         | Lindsey Vonn                    | Elisabeth Görgl                     | Daniela Merighetti             |
| 19/01/2015 | Cortina d'Ampezzo      | Super G          | Lindsey Vonn                    | Anna Fenninger                      | Tina Weirather                 |
| 24/01/2015 | Sankt Moritz           | Afdaling         | Lara Gut                        | Anna Fenninger                      | Edit Miklós                    |
| 25/01/2015 | Sankt Moritz           | Super G          | Lindsey Vonn                    | Anna Fenninger                      | Nicole Hosp                    |
| 2 tot en met 15 februari 2015: Wereldkampioenschappen alpineskiën 2015 in Vail/Beaver Creek (telt niet mee voor wereldbeker) |                        |                  |                                 |                                     |                                |
| 21/02/2015 | Maribor                | Reuzenslalom     | Anna Fenninger                  | Viktoria Rebensburg                 | Tina Weirather                 |
| 22/02/2015 | Maribor                | Slalom           | Mikaela Shiffrin                | Veronika Velez Zuzulová             | Šárka Strachová                |
| 01/03/2015 | Bansko                 | Super Combinatie | Anna Fenninger                  | Tina Maze                           | Kathrin Zettel                 |
| 02/03/2015 | Bansko                 | Super G          | Anna Fenninger                  | Tina Maze                           | Lindsey Vonn                   |
| 07/03/2015 | Garmisch-Partenkirchen | Afdaling         | Tina Weirather                  | Anna Fenninger                      | Tina Maze                      |
| 08/03/2015 | Garmisch-Partenkirchen | Super G          | Lindsey Vonn                    | Tina Maze                           | Anna Fenninger                 |
| 13/03/2015 | Åre                    | Reuzenslalom     | Anna Fenninger                  | Nadia Fanchini                      | Eva-Maria Brem                 |
| 14/03/2015 | Åre                    | Slalom           | Mikaela Shiffrin                | Veronika Velez Zuzulová             | Šárka Strachová                |
| 18/03/2015 | Méribel                | Afdaling         | Lindsey Vonn                    | Elisabeth Görgl                     | Nicole Hosp                    |
| 19/03/2015 | Méribel                | Super G          | Lindsey Vonn                    | Anna Fenninger                      | Tina Maze                      |
| 21/03/2015 | Méribel                | Slalom           | Mikaela Shiffrin                | Frida Hansdotter                    | Veronika Velez Zuzulová        |
| 22/03/2015 | Méribel                | Reuzenslalom     | Anna Fenninger                  | Eva-Maria Brem                      | Tina Maze                      |

### Eindstanden
| Algemeen klassement | Algemeen klassement | Algemeen klassement | Algemeen klassement | Algemeen klassement | Algemeen klassement   | Algemeen klassement | Algemeen klassement | Algemeen klassement | Algemeen klassement     | Algemeen klassement | Algemeen klassement |
| #                   | Naam                | Land                | Punten              | #                   | Naam                  | Land                | Punten              | #                   | Naam                    | Land                | Punten              |
| ------------------- | ------------------- | ------------------- | ------------------- | ------------------- | --------------------- | ------------------- | ------------------- | ------------------- | ----------------------- | ------------------- | ------------------- |
| 1                   | Anna Fenninger      | AUT                 | 1553                | 11                  | Viktoria Rebensburg   | GER                 | 573                 | 21                  | Julia Mancuso           | USA                 | 331                 |
| 2                   | Tina Maze           | SLO                 | 1531                | 12                  | Nadia Fanchini        | ITA                 | 468                 | 22                  | Wendy Holdener          | SUI                 | 312                 |
| 3                   | Lindsey Vonn        | USA                 | 1087                | 13                  | Eva-Maria Brem        | AUT                 | 452                 | 23                  | Nina Løseth             | NOR                 | 311                 |
| 4                   | Mikaela Shiffrin    | USA                 | 1036                | 14                  | Cornelia Hütter       | AUT                 | 440                 | 24                  | Veronika Velez Zuzulová | SVK                 | 303                 |
| 5                   | Nicole Hosp         | AUT                 | 684                 | 15                  | Maria Pietilä-Holmner | SWE                 | 411                 | 25                  | Fabienne Suter          | SUI                 | 297                 |
| 6                   | Frida Hansdotter    | SWE                 | 679                 | 16                  | Dominique Gisin       | SUI                 | 396                 | 26                  | Laurenne Ross           | USA                 | 293                 |
| 7                   | Kathrin Zettel      | AUT                 | 646                 | 17                  | Elena Fanchini        | ITA                 | 376                 | 27                  | Kajsa Kling             | SWE                 | 280                 |
| 8                   | Elisabeth Görgl     | AUT                 | 638                 | 17                  | Šárka Strachová       | CZE                 | 376                 | 28                  | Marie-Michèle Gagnon    | CAN                 | 279                 |
| 9                   | Lara Gut            | SUI                 | 623                 | 19                  | Sara Hector           | SWE                 | 370                 | 29                  | Michaela Kirchgasser    | AUT                 | 253                 |
| 10                  | Tina Weirather      | LIE                 | 603                 | 20                  | Federica Brignone     | ITA                 | 350                 | 30                  | Nicole Schmidhofer      | AUT                 | 251                 |

| Afdaling | Afdaling            | Afdaling | Afdaling |
| #        | Naam                | Land     | Punten   |
| -------- | ------------------- | -------- | -------- |
| 1        | Lindsey Vonn        | USA      | 502      |
| 2        | Anna Fenninger      | AUT      | 399      |
| 3        | Tina Maze           | SLO      | 356      |
| 4        | Elisabeth Görgl     | AUT      | 337      |
| 5        | Elena Fanchini      | ITA      | 291      |
| 6        | Lara Gut            | SUI      | 289      |
| 7        | Viktoria Rebensburg | GER      | 269      |
| 7        | Tina Weirather      | LIE      | 269      |
| 9        | Fabienne Suter      | SUI      | 212      |
| 10       | Larisa Yurkiw       | CAN      | 202      |

| Super G | Super G             | Super G | Super G |
| #       | Naam                | Land    | Punten  |
| ------- | ------------------- | ------- | ------- |
| 1       | Lindsey Vonn        | USA     | 540     |
| 2       | Anna Fenninger      | AUT     | 512     |
| 3       | Tina Maze           | SLO     | 390     |
| 4       | Cornelia Hütter     | AUT     | 286     |
| 5       | Lara Gut            | SUI     | 261     |
| 6       | Nicole Hosp         | AUT     | 255     |
| 7       | Elisabeth Görgl     | AUT     | 214     |
| 8       | Tina Weirather      | LIE     | 195     |
| 9       | Nadia Fanchini      | ITA     | 145     |
| 10      | Francesca Marsaglia | ITA     | 144     |

| Combinatie | Combinatie           | Combinatie | Combinatie |
| #          | Naam                 | Land       | Punten     |
| ---------- | -------------------- | ---------- | ---------- |
| 1          | Anna Fenninger       | AUT        | 100        |
| 2          | Tina Maze            | SLO        | 80         |
| 3          | Kathrin Zettel       | AUT        | 60         |
| 4          | Margot Bailet        | FRA        | 50         |
| 5          | Marie-Michèle Gagnon | CAN        | 45         |
| 6          | Dominique Gisin      | SUI        | 40         |
| 7          | Wendy Holdener       | SUI        | 36         |
| 8          | Michaela Kirchgasser | AUT        | 32         |
| 9          | Romane Miradoli      | FRA        | 29         |
| 10         | Francesca Marsaglia  | ITA        | 26         |

| Reuzenslalom | Reuzenslalom        | Reuzenslalom | Reuzenslalom |
| #            | Naam                | Land         | Punten       |
| ------------ | ------------------- | ------------ | ------------ |
| 1            | Anna Fenninger      | AUT          | 543          |
| 2            | Eva-Maria Brem      | AUT          | 436          |
| 3            | Mikaela Shiffrin    | USA          | 357          |
| 4            | Sara Hector         | SWE          | 329          |
| 5            | Tina Maze           | SLO          | 266          |
| 6            | Nadia Fanchini      | ITA          | 244          |
| 7            | Federica Brignone   | ITA          | 237          |
| 8            | Kathrin Zettel      | AUT          | 230          |
| 9            | Viktoria Rebensburg | GER          | 182          |
| 10           | Tina Weirather      | LIE          | 139          |

| Slalom | Slalom                  | Slalom | Slalom |
| #      | Naam                    | Land   | Punten |
| ------ | ----------------------- | ------ | ------ |
| 1      | Mikaela Shiffrin        | USA    | 679    |
| 2      | Frida Hansdotter        | SWE    | 569    |
| 3      | Tina Maze               | SLO    | 439    |
| 4      | Šárka Strachová         | CZE    | 376    |
| 5      | Kathrin Zettel          | AUT    | 356    |
| 6      | Veronika Velez Zuzulová | SVK    | 303    |
| 7      | Maria Pietilä-Holmner   | SWE    | 303    |
| 8      | Wendy Holdener          | SUI    | 266    |
| 9      | Nicole Hosp             | AUT    | 249    |
| 10     | Nina Løseth             | NOR    | 225    |

## Landenwedstrijd
| Datum      | Plaats  | Onderdeel | Eerste                                                                                                   | Tweede                                                                                             | Derde                                                                         |
| ---------- | ------- | --------- | --- | -------------------------------------------------------------------------------------------------- | ----------------------------------------------------------------------------- |
| 20/03/2015 | Méribel | Team      | Zwitserland Charlotte Chable Michelle Gisin Wendy Holdener Gino Caviezel Justin Murisier Reto Schmidiger | Zweden Sara Hector Anna Swenn-Larsson Emelie Wikström Mattias Hargin Anton Lahdenperä André Myhrer | Oostenrijk Eva-Maria Brem Carmen Thalmann Christoph Nösig Philipp Schörghofer |

## Organisatie
De organisatie (Wintersportverein Schladming) van de wereldbeker alpineskiën - nachtslalom mannen op 27.01.2015 in Schladming ontving een subsidie van € 50.900 van de deelstaat Stiermarken.